# Cyclopsitta
Cyclopsitta es un género de aves psitaciformes perteneciente a la familia Psittaculidae. Es originario de Indonesia, Papúa Nueva Guinea, y Australia tropical. 

## Especies
Contiene las siguientes especies:
- Cyclopsitta gulielmitertii - lorito pechinaranja;
- Cyclopsitta diophthalma - lorito dobleojo.